# Nikon D600
Nikon D600 là máy ảnh SLR kỹ thuật số full-frame  định dạng FX 24,3 megapixel của Nikon được phát hành vào ngày 13 tháng 9 năm 2012  nhắm đến đối tượng là các nhiếp ảnh gia chuyên nghiệp và những người đam mê. Được công bố vào ngày 18 tháng 9 năm 2012 với giá bán lẻ đề xuất ở Mỹ là 2099 đô la (1.955 bảng Anh) cho thân máy và 2699 đô la (2.450 bảng Anh) khi mua kèm ống kính kit 24–85 mm. Nikon D600 đã được trao giải Vàng bởi trang review máy ảnh nổi tiếng Digital Photography Review.
Theo Nikon, D600 sử dụng loại chip xử lý Expeed 3 giống dòng D4 và D800, với cùng giao diện cảm biến 12 kênh, mang lại cho D600 dải động rất rộng qua đó cải thiện khả năng kéo sáng cho những bức ảnh bị tối hay giảm ánh sáng cho những bức ảnh bị cháy sáng nhưng vẫn giữ được chi tiết (chụp ảnh dải động cao, HDR) với một lần chụp khi chụp ở định dạng ảnh thô.

## Tính năng
- 24,3 triệu pixel hiệu dụng (24,7 megapixel thô) cảm biến full-frame (35,9 mm × 24 mm)
- Bộ xử lý hình ảnh Nikon EXPEED 3.
- ISO 100 đến 6400 tăng giảm theo mức 1/3 hoặc 1/2 EV; cũng có thể được đặt theo các mức. 0,3, 0,5, 0,7 hoặc 1 EV (tương đương ISO 50) dưới ISO 100 hoặc xấp xỉ. 0,3, 0,5, 0,7, 1 hoặc 2 EV (tương đương ISO 25600) trên ISO 6400 cùng tính năng điều khiển độ nhạy ISO tự động
- Mô-đun cảm biến lấy nét tự động Multi-CAM 4800 của Nikon với tính năng phát hiện theo pha TTL, tinh chỉnh, 39 điểm lấy nét (bao gồm chín cảm biến kiểu chữ thập)
- Chế độ AF điểm đơn, AF liên tục, AF động hoặc sử dụng theo dõi 3D để bắt kịp đối tượng chuyển động
- Định dạng hình ảnh: NEF (RAW): 12- hoặc 14-bit; nén hoặc nén không mất dữ liệu. JPEG: JPEG-Baseline phù hợp với độ nén mịn (khoảng 1: 4), bình thường (khoảng 1: 8) hoặc cơ bản (khoảng 1:16) (Ưu tiên kích thước); nén chất lượng tối ưu có sẵn cũng như NEF (RAW) + JPEG: Một bức ảnh được ghi ở cả hai định dạng NEF (RAW) và JPEG
- Chế độ quay phim Full HD 1.920 x 1.080 (lũy tiến, 1080p) ở 30p (29,97 khung hình / giây) / 25p (25 khung hình / giây) / 24p (23,976 khung hình / giây), 1.280 x 720 ở 60p (59,94 khung hình / giây) / 50p / 30p / 25p. Định dạng tệp: MOV: H.264 / MPEG-4 AVC Bộ xử lý video đắt tiền. Định dạng âm thanh: PCM tuyến tính. Micrô âm thanh nổi ngoài hoặc đơn âm tích hợp; có thể điều chỉnh độ nhạy. Đầu ra video HD HDMI với hỗ trợ video không nén. Chiều dài phim tối đa khoảng 29 phút 59 giây (20 phút tùy thuộc vào kích thước / tốc độ khung hình và cài đặt chất lượng phim)
- Máy kiểm soát khoảng cách chụp ảnh time-lapse tích hợp
- Chế độ người dùng có thể lập trình U1 và U2 để đặt lại cài đặt tùy chỉnh
- Khe cắm thẻ nhớ kép, Khe 2 có thể được sử dụng để lưu trữ tràn, dự phòng hoặc để lưu trữ riêng các bản sao khi chụp với ảnh NEF + JPEG; hình ảnh có thể được sao chép giữa các thẻ
- Tương thích với các thẻ nhớ SDHC và SDXC định dạng UHS-I. Tương thích WLAN Eye-Fi
- Phạm vi bao phủ khung ngắm 100%  ở chế độ FX, 97% ở chế độ DX
- Khoảng 5,5 khung hình / giây ở CH (chụp liên tục tốc độ cao), xấp xỉ 1 đến 5 khung hình / giây (CL (chụp liên tục tốc độ thấp)
- Chế độ chụp ảnh dải động cao (HDR) tích hợp
- Chụp live view (ảnh tĩnh), quay live view (phim)
- Khởi động để sẵn sàng quay trong 0,13 giây
- Nhả cửa trập 0,052 giây [9]
- Thân máy làm bằng hợp kim magnesi có khả năng chống chịu thời tiết
- Giao diện GPS để gắn thẻ địa lý trực tiếp được hỗ trợ bởi Nikon GP-1

## Tiếp nhận
Trang DxOMark đã đánh giá chất lượng hình ảnh của cảm biến D600  và cho nó điểm tổng thể là 94, cảm biến của D600 được xếp hạng cao thứ ba trong cơ sở dữ liệu cảm biến máy ảnh, sau bộ đôi Nikon D800 và D800E.
Theo trang Digital Photography Review, chất lượng thân máy và giao diện người dùng của D600 nằm giữa D7000 và chiếc full-frame cao cấp D800. Khả năng quay video của D600 gần như tương đương D800, ngoại trừ việc D600 không thể điều chỉnh khẩu độ trong khi quay video giống như D800.

## Dịch vụ sau bán hàng và phát hành phiên bản kế nhiệm (D610)
Đã có những phàn nàn của người dùng về việc tích tụ bụi và văng dầu trên cảm biến của D600, vào cuối tháng 11 năm 2012, một người dùng đã tạo một video timelapse làm bằng chứng, sau đó báo cáo rộng rãi trên các ấn phẩm liên quan đến nhiếp ảnh. Ba tháng sau, Nikon phản hồi rằng đó là do "sự tích tụ tự nhiên của bụi" và khuyên người dùng thực hiện "vệ sinh thủ công bằng cách sử dụng bóng thổi" trước khi liên hệ với trung tâm bảo hành.
Vào ngày 8 tháng 10 năm 2013, Nikon D610 được công bố, là model kế nhiệm của D600, và D600 ngay sau đó được thông báo là đã ngừng sản xuất. D610 là "một phiên bản nâng cấp nhỏ" và được trang bị một bộ phận cửa trập mới. Người ta suy đoán rằng D610 được phát hành chỉ để giải quyết các vấn đề về dầu và bụi của D600.
Vào tháng 1 năm 2014, trang web Nikon Rumors đã báo cáo rằng một số người dùng đã nhận được một chiếc D610 để thay thế cho chiếc D600 bị lỗi của họ khi gửi bảo hành, và Nikon đã phản hồi rằng việc đổi máy khi bảo hành này chỉ áp dụng cho một số trường hợp cụ thể. Vào ngày 26 tháng 2, Nikon đã đưa ra một tư vấn dịch vụ khác, theo đó họ sẽ thực hiện kiểm tra, vệ sinh và thay thế toàn bộ cụm cửa trập cho tất cả các máy D600 được gửi đến, bất kể tình trạng bảo hành và hoàn toàn miễn phí. Vào ngày 18 tháng 3, chính phủ Trung Quốc đã yêu cầu Nikon ngừng bán D600, buộc Nikon phải thu hồi tất cả các đơn vị còn lại từ các đại lý. Mười ngày sau, Nikon công bố một tư vấn thứ ba lưu ý rằng "Nikon sẽ thay thế [...] bằng một chiếc D600 mới hoặc một kiểu máy tương đương" với bất kỳ máy ảnh nào "mà dịch vụ trên đã được thực hiện nhiều lần" và "nếu vẫn tồn tại một lượng đốm đen đáng kể trên ảnh ". Vào ngày 30 tháng 6, có thông tin cho biết Nikon đã mất 1,8 tỷ Yên (17,6 triệu USD) cho chi phí sửa chữa và thay thế trong năm tài chính vừa qua.